# اچ‌ام‌اس آکاتس (پی۴۳۳)
اچ‌ام‌اس آکاتس (پی۴۳۳) (به انگلیسی: HMS Achates (P433)) یک زیردریایی بود. این زیردریایی در سال ۱۹۴۵ ساخته شد.